# 永樂市場 (臺南市)
22°59′51″N 120°11′56″E / 22.997621°N 120.198873°E

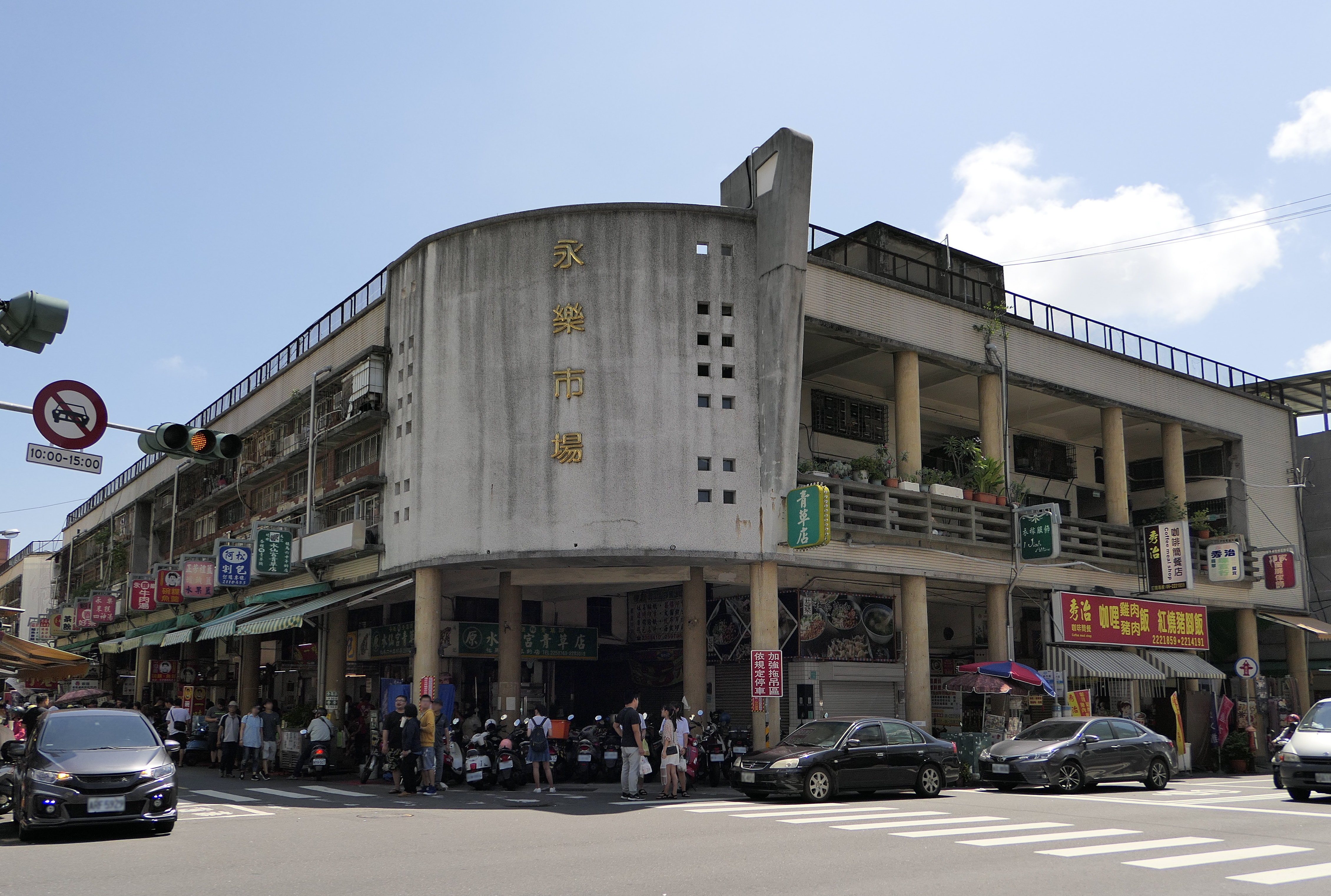
臺南永樂市場（北棟）

永樂市場為臺南市中西區的一座傳統市場，官方名稱為永樂公有零售市場，當地人多以「水仙宮（chúi-sian-keng）菜市仔 」稱之，為一棟兩層樓的加強磚造建築，興建於民國52年（1963年）4月，有234個攤位。地點位於位於國華街和民族路的交叉路口，與相鄰的水仙宮市場形成一大範圍的市集，其附近有眾多知名觀光景點及小吃。日本雜誌《BRUTUS》於2017年7月出版以臺灣旅行為主題的刊物中，以永樂市場與國華街為作為封面，引起熱烈討論；並在2018年3月補增改訂版中，以同樣地點的夜景為封面。

## 沿革
永樂市場在二戰時前為防空用地，在戰後逐漸形成攤販聚集地。而因為許多遺失物在這都可以找到，所以這裡又被稱為「賊仔市」。後來這裡在民國51年（1962年）4月發生火警，燒掉了攤棚，於是市政府趁機在此興建臺南市第一座綜合市場，耗資917萬元，並於隔年完工，但因施工及管理上的問題，至民國74年（1985年）才恢復部分市場功能。

## 建築特色
永樂市場分為南北兩棟，中間以天橋連接。當初設計兩層樓皆為做為攤販，但立體化的選購空間不符合民眾消費習慣，於是二樓被當成住宅使用，僅有一樓營業，又以靠國華街、民族路一側的店家較多。